# Intermediate System to Intermediate System
Intermediate System to Intermediate System (IS-IS) je směrovací protokol, který slouží v sítích s přepojováním paketů k určování nejlepších cest pro směrování paketů. Protokol byl vyvinut pro DECnet fáze V a standardizován v rámci referenčního návrhu Open Systems Interconnection (OSI) jako ISO/IEC 10589:2002 pro směrování datagramů OSI protokolu CLNS. Díky snadné rozšiřitelnosti jej lze používat jako směrovací protokol pro různé síťové protokoly, včetně protokolu IP (IPv4 i IPv6). Proto byla pracovní verze IS-IS publikována jako RFC 1142. IS-IS bývá označován za de facto standard pro páteřní sítě velkých poskytovatelů Internetu.“

## Popis
IS-IS je Interior gateway protocol (IGP) sloužící pro výměnu směrovacích informací v rámci administrativní domény nebo sítě. Pro směrování mezi autonomními systémy se používají protokoly patřící do skupiny Exterior gateway protocol (EGP), především Border Gateway Protocol (BGP) (RFC 1930).
IS-IS je protokol pro výměnu směrovacích informací založený na stavu linek, který informace o stavu linek šíří v síti směrovačů spolehlivě záplavovým způsobem. Každý IS-IS směrovač si nezávisle vytváří informace o topologie sítě na základě shromažďování informací z ostatních směrovačů. Stejně jako protokol OSPF používá IS-IS Dijkstrův algoritmus pro výpočet nejlepší cesty sítí. Směrovač pak používá získané informace pro směrování paketů nebo datagramů po vypočítané ideální cestě sítí k cílovému uzlu.

## Historie
Protokol IS-IS vyvinula firma Digital Equipment Corporation pro rodinu protokolů DECnet Fáze V. V roce 1992 byl standardizován Mezinárodní organizací pro normalizaci jako ISO 10589 pro komunikaci mezi síťovými zařízeními označovanými v terminologii ISO jako Intermediate Systems (jako protiklad ke koncovým neboli hostitelským systémům). Účelem IS-IS bylo umožnit směrování datagramů OSI protokolu CLNS.
IS-IS byl vyvíjen přibližně ve stejné době, kdy Internet Engineering Task Force IETF vytvářel podobný protokol nazývaný OSPF. Později byl IS-IS rozšířen pro směrování datagramů v Internet Protocol (IP), protokol síťové vrstvy sítě Internet. Tato verze směrovacího protokolu IS-IS se nazývá Integrated IS-IS (RFC 1195)

## Porovnání s OSPF
IS-IS i OSPF jsou směrovací protokoly založené na stavu linek a používají Dijkstrův algoritmus pro výpočet nejlepší cesty sítí. Díky tomu jsou konceptuálně podobné. Oba podporují proměnnou délku masek podsítí, mohou používat multicast pro zjišťování sousedících směrovačů pomocí hello paketů a pro výměnu aktualizací směrovacích tabulek mohou používat autentizaci.
Zatímco OSPF byl původně vytvořen pro směrování protokolu IP a jedná se o síťové vrstvy, který pro komunikaci využívá protokol IP, protokol IS-IS využívá linkové vrstvy OSI (sám patří do stejné vrstvy jako CLNS). K oblíbenosti protokolu OSPF přispělo široké přijetí protokolu IP po celém světě. IS-IS nepoužívá IP pro přenos směrovacích informací.
IS-IS je neutrální vzhledem k typu síťových adres, pro které může směrovat. To umožnilo, aby byl IS-IS jednoduše nasazen pro směrování IPv6. OSPF verze 2 byl naproti tomu navržen pro IPv4, a aby mohl být použit v IPv6 sítích, bylo nutné vytvořit jeho novou verzi, OSPF v3 (definovanou v RFC 2740).
IS-IS směrovače vytvářejí topologickou reprezentaci sítě. Tato mapa obsahuje podsítě dosažitelné jednotlivými IS-IS směrovači a pro přenos informací do podsítě se použije cesta s nejnižší cenou (např. nejkratší cesta).
IS-IS se od OSPF odlišuje způsobem definování oblastí i směrováním mezi nimi. IS-IS rozlišuje dvě úrovně směrovačů:
- směrovače úrovně 1 (anglicky Level 1), které pracují v rámci oblasti (anglicky intra-area);
- směrovače úrovně 2 (anglicky Level 2) pracují mezi oblastmi (anglicky inter-area);
- směrovače úrovně 1-2 (anglicky Level 1-2), které pracují v rámci oblasti i mezi oblastmi.

Směrovače úrovně 2 směrují pakety mezi oblastmi a mohou vytvářet relace pouze s jinými směrovači úrovně 2. Směrovače úrovně 1 si vyměňují směrovací informace pouze mezi sebou. Obdobně směrovače úrovně 2 si vyměňují informace pouze s jinými směrovači úrovně 2. Směrovače úrovně 1-2 si vyměňují informace s oběma úrovněmi a používají se pro propojení směrovačů úrovně 1 se směrovači úrovně 2.
Oblasti v OSPF jsou vymezeny na rozhraních tak, že hraniční směrovač oblasti (anglicky area border router, ABR) patří do dvou nebo více oblastí současně, takže hranice mezi oblastmi tvoří směrovače ABR; v IS-IS jsou hranice oblastí v mezi směrovači úrovně 2 nebo úrovně 1-2, takže každý IS-IS směrovač patří pouze do jediné oblasti.
IS-IS nevyžaduje, aby Area 0 (oblast nula) byla páteřní oblastí, kterou musí procházet veškerý provoz mezi oblastmi. Logický pohled je, že OSPF vytváří strukturu podobnou pavučině nebo hvězdicové topologii, ve které jsou všechny oblasti připojené přímo na oblast 0, zatímco IS-IS vytváří logickou topologii s páteřní sítí tvořenou směrovači úrovně 2, a větvemi směrovačů úrovně 1-2 a úrovně 1, které tvoří jednotlivé oblasti.
IS-IS se od OSPF odlišuje také metodou, jak v síti rozšiřuje spolehlivě informace o topologii a jejích změnách. Základní koncepty jsou však podobné.
OSPF má větší sadu rozšíření a nepovinných vlastností zadaný v protokol Standardy. IS-IS je však snáze rozšiřitelný: jeho používání type-length-value parametrů umožňuje implementovat podporu pro nové techniky bez změn protokolu. Například pro podporu IPv6 byl protokol IS-IS pouze rozšířen o několik nových TLV, zatímco pro OSPF bylo nutné vydat nový protokol draft (OSPFv3). Kromě toho je IS-IS méně „upovídaný“ a lépe se škáluje, takže může podporovat větší sítě. Při použití stejné množiny prostředků může IS-IS podporovat více routerů v oblasti než OSPF. To přispělo k používání protokolu IS-IS jako protokolu pro poskytovatele Internetu.
TCP/IP implementace známá jako „Integrated IS-IS“ nebo Dual IS-IS“ je popsaná v RFC 1195.

## Jiná použití
Protokol IS-IS se používá jako řídicí rovina pro 802.1aq Shortest Path Bridging (SPB), které dovoluje při směrování nejkratší cestou ve smíšených sítích Ethernet používat několik cest se stejnou cenou. To umožňuje, aby SPB podporovalo rozsáhlé topologie vrstvy 2 s rychlou konvergencí a zlepšilo používání smíšené topologie. Je podporováno centrální vytváření komunikujících skupin. K tomuto účelu je IS-IS rozšířeno o malý počet TLV parametrů a subparametrů a podporuje dvě Ethernetová zapouzdření datové cesty, 802.1ad Provider Bridges a 802.1ah Provider Backbone Bridges. SPB nevyžaduje změny ve stavovém stroji ani jiné podstatné změny v IS-IS; stačí přidat nový identifikátor protokolu síťové vrstvy (NLPID) a sadu TLV parametrů. Toto rozšíření IS-IS je definováno v IETF navrženém standardu RFC 6329.

## Příbuzné protokoly
- Fabric Shortest Path First (FSPF)
- IEEE 802.1aq - Shortest Path Bridging (SPB)
- Transparent Interconnect of Lots of Links (TRILL)